# Kortekeer

Kortekeer é uma estrada em subida no município de Maarkedal, na província belga de Flandres Oriental . Com o topo em 88 m, é uma das muitas colinas nas Ardenas flamengas . O caminho é estreito com margens íngremes de ambos os lados com uma superfície asfaltada. O ponto mais acentuado é de 17,1%. Foi o epicentro de um dos terremotos mais poderosos já medidos na Bélgica, com 5,5 na escala Richter em 1938.

## Ciclismo
A colina é mais conhecida pelo ciclismo, onde faz parte regularmente nas corridas flamengas na primavera, principalmente o Tour of Flanders . As encostas do Kortekeer começam suavemente antes de ficarem cada vez mais difíceis à medida que serpenteiam pela floresta. O asfalto é bastante liso, mas geralmente é coberto de lama e cascalho das margens altas. Apesar da sua localização central nas Ardenas flamengas, é uma subida relativamente nova nas corridas de bicicleta. Foi incluída pela primeira vez no Tour of Flanders em 1988, como um substituto para o Koppenberg nas proximidades, considerado perigoso demais para a escalada de um pelotão. No entanto, nunca se tornou um local fixo da corrida.
A escalada também é regularmente incluída nos Três Dias de Bruges–De Panne e E3 Harelbeke .